# Tour de France 1998
Die 85. Tour de France fand vom 11. Juli bis 2. August 1998 statt und führte auf 21 Etappen über 3877 km, von denen 3712 km gewertet wurden. Es nahmen 189 Rennfahrer daran teil, von denen nach Ausschlüssen und Rückziehern von Teams aufgrund eines schweren Doping-Skandals nur 96 klassifiziert wurden.

## Strecke
Die Tour de France startete in der irischen Hauptstadt Dublin und blieb noch zwei weitere Tage auf der Insel. In entgegengesetztem Uhrzeigersinn ging es von der Bretagne nach einer Reihe von Flachetappen zunächst in die Pyrenäen, anschließend in die Alpen. Außer dem Prolog wurden zwei Einzelzeitfahren ausgetragen, ein Mannschaftszeitfahren gab es wie schon in den beiden Jahren zuvor nicht. Etappenorte außerhalb Frankreichs waren außer in Irland in der Schweiz.

## Favoriten
Die Festina-Affäre dezimierte im Laufe des Rennens nicht nur das Fahrerfeld allgemein, sondern nahm auch einige Favoriten aus dem Rennen wie Alex Zülle oder Richard Virenque, den Vorjahreszweiten. Beide gehörten zum Festina-Team. Somit galt nur Vorjahressieger Jan Ullrich als ernstzunehmender Favorit. Marco Pantani hatte zwar schon im Frühjahr den Giro d’Italia gewonnen und wurde bei der Tour 1997 Dritter. Seine Qualitäten im Zeitfahren galten jedoch als nicht gut genug, um als Sieganwärter zu gelten.

## Rennverlauf
Nach den Flachetappen, die größtenteils die Sprinter unter sich ausmachten (mit Ausnahme eines Etappensiegs von Jens Heppner), gewann Ullrich das erste große Zeitfahren vor Tyler Hamilton und Bobby Julich. Pantani hatte bereits einen Rückstand von über vier Minuten, Ullrich übernahm die Führung in der Gesamtwertung. Zwar konnte Laurent Desbiens für zwei Tage Ullrich das Gelbe Trikot abnehmen, was der Lohn für eine gelungene Flucht war, bei der die Ausreißergruppe über sieben Minuten vor dem Hauptfeld ins Ziel kam. Ullrich blieb aber in der Gesamtwertung vor seinen direkten Konkurrenten und übernahm nach der ersten Etappe im Hochgebirge der Pyrenäen in Luchon wieder das Gelbe Trikot. Es lief also alles nach Plan für Ullrichs zweiten Toursieg.
Die Führung konnte der Deutsche bis in die Alpen behaupten. Noch in Grenoble hatte er in der Gesamtwertung einen Vorsprung von 1:11 Minuten auf Bobby Julich. Marco Pantani hatte einen Rückstand von 3:01 Minuten. Auf der Königsetappe nach Les Deux Alpes sollte Ullrich seinen Vorsprung einbüßen. Von Nässe und Kälte und einem Hungerast gepeinigt, schleppte er sich abgeschlagen mit einem Rückstand von 8:57 Minuten hinter Tagessieger Pantani hinauf ins Ziel. Pantani übernahm das Gelbe Trikot, Ullrich war nun Vierter mit einem Rückstand von fast sechs Minuten. Gewillt nicht aufzugeben, gewann er die anschließende 16. Etappe nach Albertville, den Rückstand auf Pantani verkürzen konnte er nicht. Die 17. Etappe wurde nicht ausgetragen, die Fahrer zogen in einen Streik gegen die schlechte Behandlung ihrer Kollegen aufgrund der Dopingfälle. Sämtliche spanischen Mannschaften traten nicht mehr an.
Das Zeitfahren auf der vorletzten Etappe konnte Ullrich erneut gewinnen; es reichte, um in der Gesamtwertung auf den zweiten Platz vorzurücken. Pantani verlor hier zwar 2:35 Minuten auf Ullrich, ihm blieb ein Vorsprung von 3:21 im Gesamtklassement, was für ihn den ersten Toursieg bedeutete.

## Doping-Skandal
Die Tour de France 1998 wurde von einem schweren Doping-Skandal überschattet, der über die anfängliche Festina-Affäre hinausging. Er führte zu einem Kräftemessen zwischen den Dopingfahndern und den Tour-Teilnehmern, die mit Streik und teilweise dem Ausstieg aus dem Rennen antworteten.
Am 8. Juli wurde der Pfleger der Festina-Mannschaft Willy Voet in Nordfrankreich beim Transport von Dopingsubstanzen, darunter mehr als 400 Ampullen EPO verhaftet. Dieses Ereignis wurde erst kurz nach dem Tour-Start bekannt. Am 14. Juli gab Voet bei seiner Vernehmung zu, auf Anweisung von Festina-Offiziellen gehandelt zu haben, und dies nicht zum ersten Mal. Am 15. Juli wurden Sportdirektor Bruno Roussel und Mannschaftsarzt Eric Ryckaert verhaftet sowie das Mannschaftshotel von Festina durchsucht.
Am 23. Juli wurden die Festina-Fahrer in Lyon vorübergehend festgenommen und verhört. Sieben Fahrer gaben ihr Doping zu, nur Richard Virenque und Pascal Hervé behaupteten, möglicherweise ohne ihr Wissen gedopt worden zu sein.
Unterdessen wurde bekannt, dass im März desselben Jahres ein Teamwagen von TVM-Farm Frites an der französischen Grenze mit EPO-Ampullen erwischt wurde. In Reims wurden TVM-Sportdirektor Cees Priem und der Arzt Andrei Michailov verhaftet. Die Fahrer der anderen Mannschaften solidarisierten sich mit ihren Kollegen und unternahmen auf der 12. Etappe am 24. Juli einen ersten Streik, indem sie mit zweistündiger Verspätung antraten. Nach mehreren Gesprächen einigten sich alle Parteien auf die Fortsetzung der Tour. Die ersten 16 Kilometer der Etappe wurden langsam und unter neutralisierten Bedingungen ausgefahren.
Am 26. Juli wurden Spritzen und andere verdächtige Substanzen in der Nähe eines Hotels entdeckt, in dem die Mannschaften GAN, Saeco, Casino und Kelme übernachtet hatten. Am 28. Juli wurde das Hotel des TVM-Teams von der Polizei durchsucht. Die Fahrer wurden in ein Krankenhaus gebracht, wo Blut-, Urin- und Haarproben von ihnen genommen wurden.
Zur 17. Etappe am 29. Juli kam es erneut zum Streik. Er richtete sich gegen die Behandlung der TVM-Fahrer durch die Polizei und die dabei durchgeführten Dopingtests. Schon vor dem Start oder bald danach nahmen alle Fahrer ihre Startnummern ab. Zahlreiche Fahrer, darunter der Gesamtführende Marco Pantani, unterstrichen ihren Protest durch einen zeitweiligen Sitzstreik auf der Straße. Danach wurde das Rennen demonstrativ verbummelt und der Sieg symbolisch dem TVM-Team überlassen. Die Teams von ONCE, Banesto und Riso Scotti verließen die Tour. Die Jury entschied, dass die Etappe nicht gewertet werden wird und dass diejenigen 116 Fahrer, die den Zielstrich überquert hatten, die Tour fortsetzen dürften.
Am 30. Juli zogen sich Kelme und Vitalico von der Tour zurück. Am selben Tag wurde der Träger des Gepunkteten Trikots Rodolfo Massi (Casino) und der Arzt Nicolas Terrados-Cepeda (ONCE) verhaftet. Im Koffer von Massi wurden Kortikoide, Anabolika und Wachstumshormone gefunden. Er behauptete, die Mittel nur zum persönlichen Bedarf mit sich geführt zu haben, wurde aber als Dealer angesehen. Bei der folgenden Etappe am 31. Juli stieg das gesamte TVM-Team aus.
Am 24. Juli 2013 veröffentlichte die Anti-Doping-Kommission des französischen Senats die Ergebnisse einer nachträglichen Untersuchung von Dopingproben aus dem Jahr 1998. Dabei wurde sowohl in den Proben des Gesamtsiegers Marco Pantani als auch des Zweiten Jan Ullrich EPO nachgewiesen. Da es sich bei den Untersuchungen um wissenschaftliche Analysen handelt und keine B-Proben zur Kontrolle vorhanden waren, haben diese Ergebnisse keine sportrechtlichen Konsequenzen.

## Etappen
| Etappen    | Tag       | Start – Ziel                       | km                 | Etappensieger     | Gelbes Trikot    |
| ---------- | --------- | ---------------------------------- | ------------------ | ----------------- | ---------------- |
| Prolog     | 11. Juli  | Dublin (IRL)                       | 5,6 (EZF)          | Chris Boardman    | Chris Boardman   |
| 1. Etappe  | 12. Juli  | Dublin – Dublin                    | 180,5              | Tom Steels        | Chris Boardman   |
| 2. Etappe  | 13. Juli  | Enniscorthy (IRL) – Cork (IRL)     | 205,5              | Ján Svorada       | Erik Zabel       |
| 3. Etappe  | 14. Juli  | Roscoff – Lorient                  | 169                | Jens Heppner      | Bo Hamburger     |
| 4. Etappe  | 15. Juli  | Plouay – Cholet                    | 252                | Jeroen Blijlevens | Stuart O’Grady   |
| 5. Etappe  | 16. Juli  | Cholet – Châteauroux               | 228,5              | Mario Cipollini   | Stuart O’Grady   |
| 6. Etappe  | 17. Juli  | La Châtre – Brive-la-Gaillarde     | 204,5              | Mario Cipollini   | Stuart O’Grady   |
| 7. Etappe  | 18. Juli  | Meyrignac-l'Eglise – Corrèze       | 58 (EZF)           | Jan Ullrich       | Jan Ullrich      |
| 8. Etappe  | 19. Juli  | Brive-la-Gaillarde – Montauban     | 190,5              | Jacky Durand      | Laurent Desbiens |
| 9. Etappe  | 20. Juli  | Montauban – Pau                    | 210                | Léon van Bon      | Laurent Desbiens |
| 10. Etappe | 21. Juli  | Pau – Luchon                       | 196,5              | Rodolfo Massi     | Jan Ullrich      |
| 11. Etappe | 22. Juli  | Luchon – Plateau de Beille         | 170                | Marco Pantani     | Jan Ullrich      |
| Ruhetag    |           |                                    |                    |                   |                  |
| 12. Etappe | 24. Juli  | Tarascon-sur-Ariège – Cap d’Agde   | 222 (206 gewertet) | Tom Steels        | Jan Ullrich      |
| 13. Etappe | 25. Juli  | Frontignan-la-Peyrade – Carpentras | 196                | Daniele Nardello  | Jan Ullrich      |
| 14. Etappe | 26. Juli  | Valréas – Grenoble                 | 186,5              | Stuart O’Grady    | Jan Ullrich      |
| 15. Etappe | 27. Juli  | Grenoble – Les Deux Alpes          | 189                | Marco Pantani     | Marco Pantani    |
| 16. Etappe | 28. Juli  | Vizille – Albertville              | 204                | Jan Ullrich       | Marco Pantani    |
| 17. Etappe | 29. Juli  | Albertville – Aix-les-Bains        | 149                | nicht gewertet    | Marco Pantani    |
| 18. Etappe | 30. Juli  | Aix-les-Bains – Neuchâtel (CH)     | 218,5              | Tom Steels        | Marco Pantani    |
| 19. Etappe | 31. Juli  | La Chaux-de-Fonds (CH) – Autun     | 242                | Magnus Bäckstedt  | Marco Pantani    |
| 20. Etappe | 1. August | Montceau-les-Mines – Le Creusot    | 52 (EZF)           | Jan Ullrich       | Marco Pantani    |
| 21. Etappe | 2. August | Melun – Paris                      | 147,5              | Tom Steels        | Marco Pantani    |

## Führende im Tourverlauf
Die Tabelle zeigt den Führenden in der jeweiligen Wertung zu Beginn der jeweiligen Etappe an.
| Etappe      | Gelbes Trikot    | Grünes Trikot  | Gepunktetes Trikot | Weißes Trikot   | Teamwertung  |
| ----------- | ---------------- | -------------- | ------------------ | --------------- | ------------ |
| 01. Etappe  | Chris Boardman   | Chris Boardman | nicht vergeben     | Jan Ullrich     | Festina      |
| 02. Etappe  | Chris Boardman   | Tom Steels     | Stefano Zanini     | Jan Ullrich     | Festina      |
| 03. Etappe  | Erik Zabel       | Tom Steels     | Stefano Zanini     | George Hincapie | Festina      |
| 04. Etappe  | Bo Hamburger     | Ján Svorada    | Pascal Hervé       | George Hincapie | Casino       |
| 05. Etappe  | Stuart O’Grady   | Ján Svorada    | Pascal Hervé       | George Hincapie | Casino       |
| 06. Etappe  | Stuart O’Grady   | Erik Zabel     | Pascal Hervé       | George Hincapie | Casino       |
| 07. Etappe  | Stuart O’Grady   | Erik Zabel     | Pascal Hervé       | Stuart O’Grady  | Casino       |
| 08. Etappe  | Jan Ullrich      | Erik Zabel     | Stefano Zanini     | Jan Ullrich     | Team Telekom |
| 09. Etappe  | Laurent Desbiens | Erik Zabel     | Stefano Zanini     | Jan Ullrich     | Cofidis      |
| 010. Etappe | Laurent Desbiens | Erik Zabel     | Jens Voigt         | Jan Ullrich     | Cofidis      |
| 11. Etappe  | Jan Ullrich      | Erik Zabel     | Rodolfo Massi      | Jan Ullrich     | Cofidis      |
| 12. Etappe  | Jan Ullrich      | Erik Zabel     | Rodolfo Massi      | Jan Ullrich     | Cofidis      |
| 13. Etappe  | Jan Ullrich      | Erik Zabel     | Rodolfo Massi      | Jan Ullrich     | Cofidis      |
| 14. Etappe  | Jan Ullrich      | Erik Zabel     | Rodolfo Massi      | Jan Ullrich     | Cofidis      |
| 15. Etappe  | Jan Ullrich      | Erik Zabel     | Rodolfo Massi      | Jan Ullrich     | Cofidis      |
| 16. Etappe  | Marco Pantani    | Erik Zabel     | Rodolfo Massi      | Jan Ullrich     | Cofidis      |
| 17. Etappe  | Marco Pantani    | Erik Zabel     | Rodolfo Massi      | Jan Ullrich     | Cofidis      |
| 18. Etappe  | Marco Pantani    | Erik Zabel     | Christophe Rinero  | Jan Ullrich     | Cofidis      |
| 19. Etappe  | Marco Pantani    | Erik Zabel     | Christophe Rinero  | Jan Ullrich     | Cofidis      |
| 20. Etappe  | Marco Pantani    | Erik Zabel     | Christophe Rinero  | Jan Ullrich     | Cofidis      |
| 21. Etappe  | Marco Pantani    | Erik Zabel     | Christophe Rinero  | Jan Ullrich     | Cofidis      |
| Sieger      | Marco Pantani    | Erik Zabel     | Christophe Rinero  | Jan Ullrich     | Cofidis      |

## Ergebnisse

### Gesamtwertung
| \| Gesamtwertung \| Gesamtwertung \| Gesamtwertung \| Gesamtwertung \| Gesamtwertung \| \| Fahrer \| Fahrer \| Land \| Team \| Zeit \| \| ------------- \| ------------------ \| ------------------ \| ------------------------------- \| ---------------- \| \| 1. \| Marco Pantani \| Italien \| Mercatone Uno-Bianchi \| 92 h 49 min 46 s \| \| 2. \| Jan Ullrich \| Deutschland \| Deutsche Telekom \| + 3 min 21 s \| \| 3. \| Bobby Julich \| Vereinigte Staaten \| Cofidis-Le Crédit par Téléphone \| + 4 min 08 s \| \| 4. \| Christophe Rinero \| Frankreich \| Cofidis-Le Crédit par Téléphone \| + 9 min 16 s \| \| 5. \| Michael Boogerd \| Niederlande \| Rabobank \| + 11 min 26 s \| \| 6. \| Jean-Cyril Robin \| Frankreich \| US Postal Service \| + 14 min 57 s \| \| 7. \| Roland Meier \| Schweiz \| Cofidis-Le Crédit par Téléphone \| + 15 min 13 s \| \| 8. \| Daniele Nardello \| Italien \| Mapei-Bricobi \| + 16 min 07 s \| \| 9. \| Giuseppe Di Grande \| Italien \| Mapei-Bricobi \| + 17 min 35 s \| \| 10. \| Axel Merckx \| Belgien \| Polti \| + 17 min 39 s \| \| 11. \| Bjarne Riis \| Dänemark \| Deutsche Telekom \| + 19 min 10 s \| \| 12. \| Dariusz Baranowski \| Polen \| US Postal Service \| + 19 min 58 s \| \| 13. \| Stéphane Heulot \| Frankreich \| La Française des jeux \| + 20 min 57 s \| \| 14. \| Leonardo Piepoli \| Italien \| Saeco-Cannondale \| + 22 min 45 s \| \| 15. \| Bo Hamburger \| Dänemark \| Casino \| + 26 min 39 s \| \| 16. \| Kurt Van De Wouwer \| Belgien \| Lotto-Mobistar \| + 27 min 20 s \| \| 17. \| Kevin Livingston \| Vereinigte Staaten \| Cofidis-Le Crédit par Téléphone \| + 34 min 03 s \| \| 18. \| Jörg Jaksche \| Deutschland \| Polti \| + 35 min 41 s \| \| 19. \| Peter Farazijn \| Belgien \| Lotto-Mobistar \| + 36 min 10 s \| \| 20. \| Andrei Teterjuk \| Kasachstan \| Lotto-Mobistar \| + 37 min 03 s \| \| 21. \| Udo Bölts \| Deutschland \| Deutsche Telekom \| + 37 min 25 s \| \| 22. \| Laurent Madouas \| Frankreich \| Lotto-Mobistar \| + 39 min 54 s \| \| 23. \| Geert Verheyen \| Belgien \| Lotto-Mobistar \| + 41 min 23 s \| \| 24. \| Cédric Vasseur \| Frankreich \| Gan \| + 42 min 14 s \| \| 25. \| Jewgeni Bersin \| Russland \| La Française des jeux \| + 42 min 51 s \| |                    |                    |                                 |                  |
| |                    |                    |                                 |                  |
| Quelle: ProCyclingStats |                    |                    |                                 |                  |
| Gesamtwertung |                    |                    |                                 |                  |
| Fahrer | Fahrer             | Land               | Team                            | Zeit             |
| 1. | Marco Pantani      | Italien            | Mercatone Uno-Bianchi           | 92 h 49 min 46 s |
| 2. | Jan Ullrich        | Deutschland        | Deutsche Telekom                | + 3 min 21 s     |
| 3. | Bobby Julich       | Vereinigte Staaten | Cofidis-Le Crédit par Téléphone | + 4 min 08 s     |
| 4. | Christophe Rinero  | Frankreich         | Cofidis-Le Crédit par Téléphone | + 9 min 16 s     |
| 5. | Michael Boogerd    | Niederlande        | Rabobank                        | + 11 min 26 s    |
| 6. | Jean-Cyril Robin   | Frankreich         | US Postal Service               | + 14 min 57 s    |
| 7. | Roland Meier       | Schweiz            | Cofidis-Le Crédit par Téléphone | + 15 min 13 s    |
| 8. | Daniele Nardello   | Italien            | Mapei-Bricobi                   | + 16 min 07 s    |
| 9. | Giuseppe Di Grande | Italien            | Mapei-Bricobi                   | + 17 min 35 s    |
| 10. | Axel Merckx        | Belgien            | Polti                           | + 17 min 39 s    |
| 11. | Bjarne Riis        | Dänemark           | Deutsche Telekom                | + 19 min 10 s    |
| 12. | Dariusz Baranowski | Polen              | US Postal Service               | + 19 min 58 s    |
| 13. | Stéphane Heulot    | Frankreich         | La Française des jeux           | + 20 min 57 s    |
| 14. | Leonardo Piepoli   | Italien            | Saeco-Cannondale                | + 22 min 45 s    |
| 15. | Bo Hamburger       | Dänemark           | Casino                          | + 26 min 39 s    |
| 16. | Kurt Van De Wouwer | Belgien            | Lotto-Mobistar                  | + 27 min 20 s    |
| 17. | Kevin Livingston   | Vereinigte Staaten | Cofidis-Le Crédit par Téléphone | + 34 min 03 s    |
| 18. | Jörg Jaksche       | Deutschland        | Polti                           | + 35 min 41 s    |
| 19. | Peter Farazijn     | Belgien            | Lotto-Mobistar                  | + 36 min 10 s    |
| 20. | Andrei Teterjuk    | Kasachstan         | Lotto-Mobistar                  | + 37 min 03 s    |
| 21. | Udo Bölts          | Deutschland        | Deutsche Telekom                | + 37 min 25 s    |
| 22. | Laurent Madouas    | Frankreich         | Lotto-Mobistar                  | + 39 min 54 s    |
| 23. | Geert Verheyen     | Belgien            | Lotto-Mobistar                  | + 41 min 23 s    |
| 24. | Cédric Vasseur     | Frankreich         | Gan                             | + 42 min 14 s    |
| 25. | Jewgeni Bersin     | Russland           | La Française des jeux           | + 42 min 51 s    |

### Punktewertung
| Punktewertung | Punktewertung   | Punktewertung      | Punktewertung                   | Punktewertung |
| Fahrer        | Fahrer          | Land               | Team                            | Punkte        |
| ------------- | --------------- | ------------------ | ------------------------------- | ------------- |
| 1.            | Erik Zabel      | Deutschland        | Deutsche Telekom                | 327 P.        |
| 2.            | Stuart O’Grady  | Australien         | Gan                             | 230 P.        |
| 3.            | Tom Steels      | Belgien            | Mapei-Bricobi                   | 221 P.        |
| 4.            | Léon van Bon    | Niederlande        | Rabobank                        | 196 P.        |
| 5.            | George Hincapie | Vereinigte Staaten | US Postal Service               | 151 P.        |
| 6.            | François Simon  | Frankreich         | Gan                             | 149 P.        |
| 7.            | Bobby Julich    | Vereinigte Staaten | Cofidis-Le Crédit par Téléphone | 114 P.        |
| 8.            | Jacky Durand    | Frankreich         | Casino                          | 111 P.        |
| 9.            | Alain Turicchia | Italien            | Asics-CGA                       | 99 P.         |
| 10.           | Marco Pantani   | Italien            | Mercatone Uno-Bianchi           | 90 P.         |

### Bergwertung
| Bergwertung | Bergwertung       | Bergwertung        | Bergwertung                     | Bergwertung |
| Fahrer      | Fahrer            | Land               | Team                            | Punkte      |
| ----------- | ----------------- | ------------------ | ------------------------------- | ----------- |
| 1.          | Christophe Rinero | Frankreich         | Cofidis-Le Crédit par Téléphone | 200 P.      |
| 2.          | Marco Pantani     | Italien            | Mercatone Uno-Bianchi           | 175 P.      |
| 3.          | Alberto Elli      | Italien            | Casino                          | 165 P.      |
| 4.          | Cédric Vasseur    | Frankreich         | Gan                             | 156 P.      |
| 5.          | Stéphane Heulot   | Frankreich         | La Française des jeux           | 152 P.      |
| 6.          | Jan Ullrich       | Deutschland        | Deutsche Telekom                | 126 P.      |
| 7.          | Bobby Julich      | Vereinigte Staaten | Cofidis-Le Crédit par Téléphone | 98 P.       |
| 8.          | Michael Boogerd   | Niederlande        | Rabobank                        | 92 P.       |
| 9.          | Leonardo Piepoli  | Italien            | Saeco-Cannondale                | 90 P.       |
| 10.         | Roland Meier      | Schweiz            | Cofidis-Le Crédit par Téléphone | 89 P.       |

### Nachwuchswertung
| Nachwuchswertung | Nachwuchswertung   | Nachwuchswertung   | Nachwuchswertung                | Nachwuchswertung  |
| Fahrer           | Fahrer             | Land               | Team                            | Zeit              |
| ---------------- | ------------------ | ------------------ | ------------------------------- | ----------------- |
| 1.               | Jan Ullrich        | Deutschland        | Deutsche Telekom                | 92 h 53 min 07 s  |
| 2.               | Christophe Rinero  | Frankreich         | Cofidis-Le Crédit par Téléphone | + 5 min 55 s      |
| 3.               | Giuseppe Di Grande | Italien            | Mapei-Bricobi                   | + 14 min 14 s     |
| 4.               | Kevin Livingston   | Vereinigte Staaten | Cofidis-Le Crédit par Téléphone | + 30 min 42 s     |
| 5.               | Jörg Jaksche       | Deutschland        | Polti                           | + 32 min 20 s     |
| 6.               | Geert Verheyen     | Belgien            | Lotto-Mobistar                  | + 38 min 02 s     |
| 7.               | Benoît Salmon      | Frankreich         | Casino                          | + 47 min 57 s     |
| 8.               | Koos Moerenhout    | Niederlande        | Rabobank                        | + 1 h 26 min 16 s |
| 9.               | Fabio Sacchi       | Italien            | Polti                           | + 1 h 28 min 32 s |
| 10.              | Nicolas Jalabert   | Frankreich         | Cofidis-Le Crédit par Téléphone | + 1 h 35 min 24 s |

### Mannschaftswertung
| Mannschaftswertung | Mannschaftswertung              | Mannschaftswertung | Mannschaftswertung |
| Team               | Team                            | Land               | Zeit               |
| ------------------ | ------------------------------- | ------------------ | ------------------ |
| 1.                 | Cofidis-Le Crédit par Téléphone | Frankreich         | 278 h 29 min 58 s  |
| 2.                 | Casino                          | Frankreich         | + 29 min 09 s      |
| 3.                 | US Postal Service               | Vereinigte Staaten | + 41 min 40 s      |
| 4.                 | Deutsche Telekom                | Deutschland        | + 46 min 01 s      |
| 5.                 | Lotto-Mobistar                  | Belgien            | + 1 h 04 min 14 s  |
| 6.                 | Polti                           | Italien            | + 1 h 06 min 32 s  |
| 7.                 | Rabobank                        | Niederlande        | + 1 h 46 min 20 s  |
| 8.                 | Mapei-Bricobi                   | Belgien            | + 1 h 59 min 53 s  |
| 9.                 | BigMat-Auber 93                 | Frankreich         | + 2 h 03 min 32 s  |
| 10.                | Mercatone Uno-Bianchi           | Italien            | + 2 h 23 min 04 s  |

### Kämpferischster Fahrer
| Kämpferischster Fahrer | Kämpferischster Fahrer | Kämpferischster Fahrer | Kämpferischster Fahrer | Kämpferischster Fahrer |
| Fahrer                 | Fahrer                 | Land                   | Team                   | Punkte                 |
| ---------------------- | ---------------------- | ---------------------- | ---------------------- | ---------------------- |
| 1.                     | Jacky Durand           | Frankreich             | Casino                 | 94 P.                  |
| 2.                     | Andrea Tafi            | Italien                | Mapei-Bricobi          | 51 P.                  |
| 3.                     | Stéphane Heulot        | Frankreich             | La Française des jeux  | 49 P.                  |

## Teams und Fahrer
| Nr. | Land        | Name               | Platz |
| --- | ----------- | ------------------ | ----- |
| 1   | Deutschland | Jan Ullrich        | 2     |
| 2   | Deutschland | Rolf Aldag         | 43    |
| 3   | Deutschland | Udo Bölts          | 21    |
| 4   | Italien     | Francesco Frattini | 93    |
| 5   | Deutschland | Christian Henn     | 80    |
| 6   | Deutschland | Jens Heppner       | 56    |
| 7   | Danemark    | Bjarne Riis        | 11    |
| 8   | Osterreich  | Georg Totschnig    | 27    |
| 9   | Deutschland | Erik Zabel         | 62    |

| Nr. | Land       | Name              | Platz |
| --- | ---------- | ----------------- | ----- |
| 11  | Frankreich | Richard Virenque  | S 7.  |
| 12  | Frankreich | Laurent Brochard  | S 7.  |
| 13  | Schweiz    | Laurent Dufaux    | S 7.  |
| 14  | Frankreich | Pascal Hervé      | S 7.  |
| 15  | Schweiz    | Armin Meier       | S 7.  |
| 16  | Frankreich | Christophe Moreau | S 7.  |
| 17  | Frankreich | Didier Rous       | S 7.  |
| 18  | Australien | Neil Stephens     | S 7.  |
| 19  | Schweiz    | Alex Zülle        | S 7.  |

| Nr. | Land     | Name               | Platz |
| --- | -------- | ------------------ | ----- |
| 21  | Italien  | Marco Pantani      | 1     |
| 22  | Italien  | Sergio Barbero     | A 15. |
| 23  | Italien  | Simone Borgheresi  | 52    |
| 24  | Italien  | Roberto Conti      | 60    |
| 25  | Italien  | Fabiano Fontanelli | 72    |
| 26  | Italien  | Riccardo Forconi   | 46    |
| 27  | Russland | Dmitri Konyschew   | A 10. |
| 28  | Italien  | Massimo Podenzana  | 37    |
| 29  | Italien  | Mario Traversoni   | 95    |

| Nr. | Land       | Name               | Platz |
| --- | ---------- | ------------------ | ----- |
| 31  | Italien    | Franco Ballerini   | A 16. |
| 32  | Italien    | Giuseppe Di Grande | 9     |
| 33  | Belgien    | Bart Leysen        | 92    |
| 34  | Italien    | Daniele Nardello   | 8     |
| 35  | Belgien    | Wilfried Peeters   | 68    |
| 36  | Belgien    | Tom Steels         | 85    |
| 37  | Tschechien | Ján Svorada        | A 16. |
| 38  | Italien    | Andrea Tafi        | 42    |
| 39  | Italien    | Stefano Zanini     | 73    |

| Nr. | Land       | Name                     | Platz |
| --- | ---------- | ------------------------ | ----- |
| 41  | Frankreich | Laurent Jalabert         | A 17. |
| 42  | Belgien    | Johan Bruyneel           | A 10. |
| 43  | Spanien    | Rafael Díaz Justo        | A 17. |
| 44  | Spanien    | Herminio Díaz Zabala     | A 17. |
| 45  | Spanien    | Marcelino García         | A 17. |
| 46  | Spanien    | Francisco Javier Mauleón | A 17. |
| 47  | Spanien    | Melchor Mauri            | A 17. |
| 48  | Spanien    | Luis Pérez Rodríguez     | A 17. |
| 49  | Spanien    | Roberto Sierra           | A 17. |

| Nr. | Land        | Name               | Platz |
| --- | ----------- | ------------------ | ----- |
| 51  | Niederlande | Michael Boogerd    | 5     |
| 52  | Niederlande | Erik Dekker        | A 2.  |
| 53  | Niederlande | Maarten den Bakker | 33    |
| 54  | Niederlande | Patrick Jonker     | 34    |
| 55  | Niederlande | Léon van Bon       | 89    |
| 56  | Niederlande | Koos Moerenhout    | 44    |
| 57  | Australien  | Robbie McEwen      | 63    |
| 58  | Niederlande | Aart Vierhouten    | 88    |
| 59  | Schweiz     | Beat Zberg         | 40    |

| Nr. | Land       | Name                 | Platz  |
| --- | ---------- | -------------------- | ------ |
| 61  | Danemark   | Bo Hamburger         | 15     |
| 62  | Frankreich | Christophe Agnolutto | 31     |
| 63  | Frankreich | Stéphane Barthe      | A 18.  |
| 64  | Frankreich | Pascal Chanteur      | 35     |
| 65  | Frankreich | Jacky Durand         | 65     |
| 66  | Italien    | Alberto Elli         | 29     |
| 67  | Estland    | Jaan Kirsipuu        | A 10.  |
| 68  | Italien    | Rodolfo Massi        | NA 18. |
| 69  | Frankreich | Benoît Salmon        | 28     |

| Nr. | Land     | Name                  | Platz |
| --- | -------- | --------------------- | ----- |
| 71  | Spanien  | Abraham Olano         | A 11. |
| 72  | Spanien  | Marino Alonso         | A 17. |
| 73  | Spanien  | José Luis Arrieta     | A 15. |
| 74  | Spanien  | Manuel Beltrán        | A 17. |
| 75  | Spanien  | Vicente García Acosta | A 17. |
| 76  | Spanien  | José María Jiménez    | A 16. |
| 77  | Spanien  | Miguel Ángel Peña     | A 17. |
| 78  | Portugal | Orlando Rodrigues     | A 17. |
| 79  | Spanien  | César Solaun          | A 17. |

| Nr. | Land                   | Name               | Platz |
| --- | ---------------------- | ------------------ | ----- |
| 81  | Vereinigtes Konigreich | Chris Boardman     | A 2.  |
| 82  | Schweden               | Magnus Bäckstedt   | 70    |
| 83  | Frankreich             | Frédéric Moncassin | A 10. |
| 84  | Australien             | Stuart O’Grady     | 54    |
| 85  | Italien                | Eros Poli          | 86    |
| 86  | Frankreich             | Eddy Seigneur      | S 15. |
| 87  | Frankreich             | François Simon     | 57    |
| 88  | Frankreich             | Cédric Vasseur     | 24    |
| 89  | Deutschland            | Jens Voigt         | 83    |

| Nr. | Land       | Name               | Platz  |
| --- | ---------- | ------------------ | ------ |
| 91  | Frankreich | Laurent Madouas    | 22     |
| 92  | Belgien    | Peter Farazijn     | 19     |
| 93  | Finnland   | Joona Laukka       | NA 13. |
| 94  | Belgien    | Andreï Tchmil      | NA 16. |
| 95  | Kasachstan | Andrei Teterjuk    | 20     |
| 96  | Belgien    | Kurt Van De Wouwer | 16     |
| 97  | Belgien    | Paul Van Hyfte     | 64     |
| 98  | Belgien    | Rik Verbrugghe     | 69     |
| 99  | Belgien    | Geert Verheyen     | 23     |

| Nr. | Land        | Name              | Platz  |
| --- | ----------- | ----------------- | ------ |
| 101 | Frankreich  | Laurent Roux      | A 10.  |
| 102 | Niederlande | Jeroen Blijlevens | A 18.  |
| 103 | Niederlande | Steven de Jongh   | NA 19. |
| 104 | Russland    | Sergei Iwanow     | NA 19. |
| 105 | Niederlande | Servais Knaven    | NA 19. |
| 106 | Danemark    | Lars Michaelsen   | ZÜ 11. |
| 107 | Ukraine     | Serhij Uschakow   | NA 19. |
| 108 | Belgien     | Peter Van Petegem | A 15.  |
| 109 | Niederlande | Bart Voskamp      | NA 19. |

| Nr. | Land    | Name                | Platz |
| --- | ------- | ------------------- | ----- |
| 111 | Italien | Mario Cipollini     | A 9.  |
| 112 | Italien | Giuseppe Calcaterra | A 16. |
| 113 | Italien | Massimo Donati      | 50    |
| 114 | Italien | Gian Matteo Fagnini | A 10. |
| 115 | Italien | Paolo Fornaciari    | 90    |
| 116 | Italien | Eddy Mazzoleni      | 71    |
| 117 | Italien | Massimiliano Mori   | 91    |
| 118 | Italien | Leonardo Piepoli    | 14    |
| 119 | Italien | Mario Scirea        | A 10. |

| Nr. | Land                   | Name                | Platz  |
| --- | ---------------------- | ------------------- | ------ |
| 121 | Russland               | Jewgeni Bersin      | 25     |
| 122 | Frankreich             | Franck Bouyer       | 94     |
| 123 | Frankreich             | Frédéric Guesdon    | 67     |
| 124 | Frankreich             | Stéphane Heulot     | 13     |
| 125 | Frankreich             | Xavier Jan          | 77     |
| 126 | Frankreich             | Emmanuel Magnien    | A 10.  |
| 127 | Frankreich             | Christophe Mengin   | 66     |
| 128 | Frankreich             | Damien Nazon        | 96     |
| 129 | Vereinigtes Konigreich | Maximilian Sciandri | NA 18. |

| Nr. | Land               | Name                 | Platz |
| --- | ------------------ | -------------------- | ----- |
| 131 | Italien            | Francesco Casagrande | A 10. |
| 132 | Frankreich         | Laurent Desbiens     | 61    |
| 133 | Frankreich         | Philippe Gaumont     | A 10. |
| 134 | Frankreich         | Nicolas Jalabert     | 49    |
| 135 | Vereinigte Staaten | Bobby Julich         | 3     |
| 136 | Italien            | Massimiliano Lelli   | 36    |
| 137 | Vereinigte Staaten | Kevin Livingston     | 17    |
| 138 | Schweiz            | Roland Meier         | 7     |
| 139 | Frankreich         | Christophe Rinero    | 4     |

| Nr. | Land        | Name              | Platz  |
| --- | ----------- | ----------------- | ------ |
| 141 | Frankreich  | Luc Leblanc       | NA 18. |
| 142 | Italien     | Rossano Brasi     | 82     |
| 143 | Italien     | Mirco Crepaldi    | 75     |
| 144 | Italien     | Fabrizio Guidi    | A 6.   |
| 145 | Italien     | Leonardo Guidi    | A 15.  |
| 146 | Deutschland | Jörg Jaksche      | 18     |
| 147 | Italien     | Silvio Martinello | NA 6.  |
| 148 | Belgien     | Axel Merckx       | 10     |
| 149 | Italien     | Fabio Sacchi      | 47     |

| Nr. | Land       | Name                 | Platz |
| --- | ---------- | -------------------- | ----- |
| 151 | Italien    | Carlo Marino Bianchi | A 10. |
| 152 | Italien    | Alessio Bongioni     | A 9.  |
| 153 | Italien    | Diego Ferrari        | 76    |
| 154 | Italien    | Oscar Pozzi          | 32    |
| 155 | Italien    | Fabio Roscioli       | 79    |
| 156 | Italien    | Samuelle Schiavina   | A 4.  |
| 157 | Kasachstan | Alexander Schefer    | A 10. |
| 158 | Italien    | Filippo Simeoni      | 55    |
| 159 | Italien    | Alain Turicchia      | 74    |

| Nr. | Land      | Name               | Platz  |
| --- | --------- | ------------------ | ------ |
| 161 | Spanien   | Santiago Blanco    | NA 18. |
| 162 | Spanien   | Francisco Benítez  | NA 18. |
| 163 | Kolumbien | Hernán Buenahora   | A 10.  |
| 164 | Spanien   | Ángel Casero       | NA 18. |
| 165 | Italien   | Andrea Ferrigato   | NA 18. |
| 166 | Spanien   | David García       | A 10.  |
| 167 | Spanien   | Francisco García   | A 5.   |
| 168 | Spanien   | Prudencio Indurain | NA 18. |
| 169 | Kolumbien | Oliverio Rincón    | ZÜ 8.  |

| Nr. | Land      | Name                     | Platz  |
| --- | --------- | ------------------------ | ------ |
| 171 | Spanien   | Fernando Escartín        | NA 18. |
| 172 | Spanien   | Francisco Cabello        | NA 18. |
| 173 | Kolumbien | Carlos Alberto Contreras | A 10.  |
| 174 | Spanien   | Juan José de los Ángeles | A 15.  |
| 175 | Spanien   | José Javier Gómez        | NA 18. |
| 176 | Spanien   | Santos González          | NA 18. |
| 177 | Spanien   | José Luis Rodríguez      | A 16.  |
| 178 | Spanien   | Marcos Serrano           | NA 18. |
| 179 | Spanien   | José Ángel Vidal         | NA 18. |

| Nr. | Land               | Name                  | Platz |
| --- | ------------------ | --------------------- | ----- |
| 181 | Frankreich         | Jean-Cyril Robin      | 6     |
| 182 | Vereinigte Staaten | Frankie Andreu        | 58    |
| 183 | Polen              | Dariusz Baranowski    | 12    |
| 184 | Frankreich         | Pascal Deramé         | 84    |
| 185 | Russland           | Wjatscheslaw Jekimow  | 38    |
| 186 | Vereinigte Staaten | Tyler Hamilton        | 51    |
| 187 | Vereinigte Staaten | George Hincapie       | 53    |
| 188 | Vereinigte Staaten | Marty Jemison         | 48    |
| 189 | Danemark           | Peter Meinert Nielsen | 45    |

| Nr. | Land     | Name                   | Platz |
| --- | -------- | ---------------------- | ----- |
| 191 | Italien  | Fabio Baldato          | A 15. |
| 192 | Russland | Wladislaw Bobrik       | A 11. |
| 193 | Italien  | Ermanno Brignoli       | A 17. |
| 194 | Italien  | Roberto Caruso         | A 10. |
| 195 | Italien  | Stefano Casagranda     | A 10. |
| 196 | Italien  | Federico De Beni       | A 4.  |
| 197 | Italien  | Nicola Minali          | A 17. |
| 198 | Italien  | Roberto Pistore        | ZÜ 8. |
| 199 | Italien  | Alessandro Spezialetti | A 17. |

| Nr. | Land       | Name                     | Platz |
| --- | ---------- | ------------------------ | ----- |
| 201 | Frankreich | Pascal Lino              | 78    |
| 202 | Frankreich | Ludovic Auger            | NA 2. |
| 203 | Frankreich | Philippe Bordenave       | 30    |
| 204 | Frankreich | Thierry Bourguignon      | 26    |
| 205 | Russland   | Wjatscheslaw Dschawanjan | 81    |
| 206 | Frankreich | Thierry Gouvenou         | 59    |
| 207 | Frankreich | Lylian Lebreton          | 41    |
| 208 | Frankreich | Denis Leproux            | 39    |
| 209 | Russland   | Alexei Siwakow           | 87    |

A: Aufgabe während der Etappe, NA: nicht zur Etappe angetreten, S: suspendiert/ausgeschlossen, ZÜ: Zeitüberschreitung